# Копилов Вадим Анатолійович
Вадим Анатолійович Копилов (нар. 19 вересня 1958, м. Стаханов Луганської області) — український державний діяч.
Обіймав посади заступника голови ДПА, заступника міністрів вугільної промисловості, фінансів, першого заступника міністрів палива та енергетики, фінансів, економічного розвитку і торгівлі України. Голова правління НАК «Нафтогаз України» у 2000 — 2002 роках.

## Біографія

### Ранні роки. Освіта
Народився 19 вересня 1958 в м. Стаханов Луганської області. У 1980 році закінчив Московський гірничий інститут за спеціальністю «гірничий інженер-економіст».

### Трудова діяльність
- 1980 — 1984 — гірничий майстер, дільничий гірничий нормувальник, начальник відділу праці і заробітної плати шахти імені XXII з'їзду КПРС виробничого об'єднання «Стахановвугілля».
- 1984 — 1989 — головний економіст шахти імені Кірова виробничого об'єднання «Стахановвугілля».
- 1989 — 1994 — начальник планово-економічного відділу, заступник генерального директора — директор з економіки виробничого об'єднання «Луганськвугілля».
- 1994 — 1996 — заступник Міністра вугільної промисловості.
- 1996 — заступник генерального директора виробничого об'єднання «Луганськвугілля».
- 1996 — 1998 — начальник Головного управління примусового стягнення податків Державної податкової адміністрації України.
- 1998 — 2000 — заступник голови Державної податкової адміністрації України.
- 14 липня 2000 — 5 лютого 2002 — перший заступник Міністра палива та енергетики України — голова правління Національної акціонерної компанії «Нафтогаз України».
- 2002 — 2003 — заступник голови Державної податкової адміністрації України.
- 2003 — 2003 — заступник Державного секретаря Міністерства фінансів України.
- 2003 — 2004 — заступник Міністра фінансів України.
- 2004 — 2005 — заступник голови Державної податкової адміністрації України.
- 2005 — 2006 — голова спостережної ради ТОВ "Універсальний комерційний банк «Камбіо».
- 2006 — 2007 — перший заступник Міністра фінансів України.
- 11 березня 2010[1] — 28 грудня 2010[2] — перший заступник Міністра фінансів України (вдруге).
- 28 грудня 2010[3] — 30 березня 2012[4] — перший заступник Міністра економічного розвитку і торгівлі.
- 14 лютого 2012 — 23 березня 2012 — виконувач обов'язків міністра економічного розвитку і торгівлі України.

## Цікаві факти
Тесть лідера гурту «Бумбокс» Андрія Хливнюка.